# Корнел Уест
Корнел Роналд Уест (на английски: Cornel Ronald West) (роден през 1953 г.) е американски философ, политически активист, социален критик, автор и интелектуалец. Син на баптистки свещеник, Уест изследва ролята на расата, пола и социалната класа в американското общество, както и начина, по които хората действат и реагират на своята радикална обусловеност. Радикален демократ и демократичен социалист творчеството на Уест е под значимо интелектуално влияние от множество традиции, включително християнството, марксизма, неопрагматизма и трансцендентализма. Сред най-влиятелните му книги са Расата има значение (Race Matters) (1994) и Демокрацията има значение (Democracy matters) (2004).
Уест е сред най-популярните говорители на левите сили в САЩ и като такъв е изказвал критични мнения за някои членове на Демократическа партия (САЩ), включително за бившия президент Барак Обама и за Хилъри Клинтън. През своята кариера е защитил дисертации в Харвардския университет, Университета на Принстън, Йейлския университет, Pepperdine University, Union Theological Seminary и Парижкия университет. Уест също така често коментира политиката и социалните въпроси в много медии.
От 2010 до 2013 Уест, заедно с Тавис Смайли води радопредаването Смайли и Уест. Той участва в няколко документални филма, и играе в холивудски продукции, като Матрицата – Презареждане и Матрицата – Революции, като също така публикува свои рецензии и на двата филма. Уест е издал няколко албума с художествена декламация и Хип-хоп, и заради тях през февруари 2016 е избран от MTV за изпълнител на седмицата.

## Живот и кариера
Уест е роден на 2 юни 1953 в Тълса, Оклахома и е отраснал в Сакраменто, Калифорния, където завършва гимназията „Джон Кенеди“. Майка му, Айрин е била учителка и директорка (по-късно гимназията, в която преподава – гимназия „Айрийн Б. Уест“ е именувана на нея), а баща му Клифтън Луис Уест-Младши е работил като подизпълнител за Департамента на отбраната. В младежките си години, Уест участва в демонстрации за граждански права и организира протести, изискващи преподаване на историята на афроамериканците в неговата гимназия, където е бил президент на клас. По-късно той пише, че в младостта си се възхищавал на „искрената черна войнственост на Малкълм Екс, на справедливия гняв на Партията на черните пантери и на ясната черна теология на Х. Коун."
През 1970 г., след като завършва гимназия, Уест се записва в колеж към Харвардския университет, където слуша лекции от философите Роберт Нозик и Стенли Кавел. През 1973 г. завършва Харвард със степен magna cum laude по близкоизточни езици и цивилизация. По-късно признава, че Харвард е било мястото, което го е запознало с широк кръг идеи, както и че е бил силно повлиян от своите професори и от Партията на черните пантери. Уест казва, че религията му го е спряла да се присъедини към партията, като вместо това е избрал да работи в местна закусвалня, в затвори и по църковни програми. След като получава бакалавърската си степен от Харвард, Уест се записва в Принстънския университет, където през 1980 г. получава степен доктор по философия (PhD), като става първият афроамериканец, завършил Принстън с докторска степен по философия. В Принстън е бил силно повлиян от неограматизма на Ричард Рорти. Рорти остава близък приятел и колега на Уест в продължение на много години след завършването му. Заглавието на дисертацията на Уест е „Етика, историцизъм и марксистката традиция“, която по-късно е преработена и преиздадена под заглавието „Етичните измерения на марксовото учение“

## Активизъм

### Възгледи за расата в САЩ
Уест нарича САЩ „расистка патриархална“ нация, където превъзходството на белите продължава да определя ежедневието. Той пише, че „Исторически погледнато Бяла Америка е показала слаба воля за гарантиране на расова равнопоставеност и упорито продължава да не третира чернокожите като пълноценни хора“. Той продължава, че резултат от това, е създаването на много „деградирали и потиснати хора, жадни за идентичност, смисъл и самооценка“. Уест приписва по-голямата част от проблемите на черната общност на „екзистенциална тревога, произтичаща от живия опит на онтологични рани и емоционални белези, причинени от бели супремацисти, вярвания и образи, проникващи в американското общество и култура.“ Според Уест атаките от 11 септември са показали на белите американци какво означава да си чернокож в Съединените щати – да се чувстваш „несигурен, незащитен, подложен на случайно насилие и омраза за това, което си“, и допълва „Грозните терористични атаки срещу невинни граждани на 11 септември, хвърлиха цялата страна в траур“
Уест е арестуван на 13 октомври 2014 г, заради участието му в протест срещу убийството на Майкъл Браун и в протестите във Фъргюсън; и отново на 10 август 2015 г, докато демонстрира пред съда в Сейнт Луис по повод годишнината от смъртта на Браун. Документалният филм #Bars4Justice показва кадри, на които Уест протестира, а по-късно е арестуван.

### Участие в политиката
Уест описва себе си като „не-марксистки социалист“ (отчасти защото не смята марксизма и християнството за съвместими) и е почетен член на Американски демократични социалисти, за която той пише, че е „първата мултирасова, социалистическа организация, достатъчно близка до политическите мивъзгледи, към която мога да се присъединя“. В документалния филм The Burly Man Chronicles той също така нарича себе си „радикален демократ, изпитващ подозрение към всички форми на власт“